# Brunbröstad visslare
Brunbröstad visslare (Pachycephala homeyeri) är en fågel i familjen visslare inom ordningen tättingar.

## Utseende och läte
Ovansidan är varmbrun, undersidan vit med en svag kanelbrun anstrykning nära skuldrorna, som en antydan till en väst. Arten kan likna visayaskuggsnappare som dock vanligen finns på högre höjd. Brunbröstad visslare känns dock igen på en kombination av en längre och mer småhövdad huvudprofil samt det ofullständiga diffusa bröstbandet. Bland lätena hörs ljusa och tunna, klara visslingar och mer flödande ramsor. 

## Utbredning och systematik
Brunbröstad visslare förekommer i Filippinerna. Den delas upp i tre underarter med följande utbredning:
- P. h. homeyeri – Mindanao (Filippinerna), Suluarkipelagen och Pulau Siamil (utanför Borneo)
- P. h. major – Cebu (Filippinerna)
- P. h. winchelli – centrala Filippinerna (Tablas, Sibuyan, Masbate, Ticao, Panay, Pan de Azucar, Gigantes och Negros)

## Levnadssätt
Brunbröstad visslare hittas i låglänta områden och lägre bergstrakter. Den påträffas i skogsområden där den gärna ansluter till kringvandrande artblandade flockar. Den rör sig vanligen i skogens nedre skikt, men kan ses ända upp i trädkronorna.

## Status och hot
Arten har ett stort utbredningsområde, men tros minska i antal, dock inte tillräckligt kraftigt för att den ska betraktas som hotad. Internationella naturvårdsunionen IUCN listar arten som livskraftig (LC).

## Namn
Fågelns vetenskapliga artnamn hedrar den tyske ornitologen Eugen Ferdinand von Homeyer (1809–1889).